# Distretto di Devrekani
Il distretto di Devrekani (in turco Devrekani ilçesi) è uno dei distretti della provincia di Kastamonu, in Turchia.